# Số điện thoại ở Pháp
Phân vùng số điện thoại ở Pháp không chỉ áp dụng cho lãnh thổ chính quốc Pháp mà còn cho những lãnh thổ hải ngoại. Năm 1996, số điện thoại ở Pháp có 10 chữ số:
- 01 Khu vực Paris ("Région Ile-de-France")
- 02 Tây Bắc Pháp
- 03 Đông Bắc Pháp
- 04 Đông Nam Pháp
- 05 Tây Nam Pháp
- 06 Điện thoại di động
- 07 Được sử dụng cho điện thoại di động từ 2010.
- 08 Freephone (numéro vert) và các thiết bị chia sẻ giá.
- 09 Số không mang tính địa lý (do các thiết bị VoIP sử dụng, trước đây là số 087).

## Mã điện thoại Pháp từ nước ngoài
Mã điện thoại Pháp quốc tế là +33, những lãnh thổ Pháp nằm ở nơi khác có số riêng:
| Mã điện thoại Pháp quốc tế | Vùng                                                   |
| -------------------------- | ------------------------------------------------------ |
| +33                        | Pháp (đất liền)                                        |
| +262                       | Lãnh thổ Pháp ở Ấn Độ Dương (kể cả Mayotte và Réunion) |
| +508                       | Saint-Pierre und Miquelon                              |
| +590                       | Guadeloupe, Saint-Barthélemy, Saint-Martin             |
| +594                       | Guayana Pháp                                           |
| +596                       | Martinique                                             |